# 福家崇洋
福家 崇洋（ふけ たかひろ、1977年 - ）は、日本の学者、京都大学人文科学研究所准教授。
徳島県生まれ。2001年京都大学経済学部卒、同大学院人間・環境学研究科博士後期課程研究指導認定退学。2008年「戦間期日本社会運動試論」で博士（人間・環境学）の学位を取得。京都市市政史編纂助手、京大大学文書館助教、2015年富山大学准教授。2018年京都大学人文科学研究所准教授。専攻・近代日本思想史。

## 著書
- 『戦間期日本の社会思想―「超国家」へのフロンティア』人文書院、2010
- 『日本ファシズム論争―大戦前夜の思想家たち』河出書房新社 河出ブックス、2012
- 『満川亀太郎―慷慨の志猶存す』ミネルヴァ書房・日本評伝選、2016

共編
- 『満川亀太郎日記 大正八年～昭和十一年』長谷川雄一/クリストファー・W.A.スピルマン共編、論創社、2010
- 『思想史講義　大正篇』山口輝臣共編、ちくま新書、2022。全4巻
- 『思想史講義　明治篇Ⅰ』山口輝臣共編、ちくま新書、2022
- 『思想史講義　戦前昭和篇』山口輝臣共編、ちくま新書、2022
- 『思想史講義　明治篇Ⅱ』山口輝臣共編、ちくま新書、2023

## 論文
- <福家崇洋